# Kimbo
Kimbo SpA es una empresa procesadora de café italiana fundada en 1963 en Napoles, con sede en Melito di Napoli.

## Historia
Aparece en el mercado con las dos marcas Kimbo y Kosé. Se dio a conocer con la antigua marca Café do Brasil hasta 1963. La empresa familiar fue fundada en 1950 a partir de una pequeña tostadora de café; fundada por los tres hermanos Francesco, Gerardo y Elio Rubino. La empresa, como toda la industria del café, experimentó un fuerte crecimiento en la década de 1960. Kimbo siempre ha comprado su café directamente a productores de América Central y del Sur, así como de India y África. Es una de las marcas italianas más famosas del mundo.

## Export
Kimbo exporta sus productos a alrededor de 80 países en todo el mundo y está presente en algunos lugares famosos: desde el Chelsea Club hasta l'Euphorium Bakery en Londres, desde Jamie's Italian en Londres hasta el Buddha Bar en París. Kimbo es el proveedor oficial de Autogrill.

## Testimonial[7]
- Pippo Baudo
- Gigi Proietti